# Blindia seligerioides
Blindia seligerioides là một loài rêu trong họ Seligeriaceae. Loài này được Lindb. ex Broth. mô tả khoa học đầu tiên năm 1892.